# Tyrone Brunson
Tyrone Brunson é um cantor norte-americano de música pop, cujo principal instrumento o baixo elétrico. Um de seus singles de maior sucesso foi um electro instrumental intitulado "The Smurf", que alcançou # 14 no R&B Charts em 1983 e levou a registos de dança mais sobre The Smurfs. Foi lançado pela gravadora Mercury Records, no Reino Unido, a só entrou no UK singles chart em 3 de julho de 1982, e subiu para o número 50, que permaneceu nas paradas por quatro semanas.
No ano seguinte (1984), Brunson lançou seu segundo álbum,  intitulado Fresh. Enquanto a faixa título alcançou a posição # 22 na tabela da R&B, outros singles não chegaram a obter um estado relevante. Três anos mais tarde, Brunson lançou um terceiro álbum, intitulado Love Triangle. Sem sucesso com seus novos singles, a sua carreira começou entrar em declínio.
De acordo com alguns comentários postados para o "vídeo" Fresh no YouTube, Brunson mais tarde ensinou no Instituto Chubb na Virgínia e atualmente leciona Informática.

## Discografia

### Álbuns
- Sticky Situation (1983)
- Fresh (1984)
- Love Triangle (1987)